# Alliant Techsystems
La Alliant Techsystem Inc. è un'azienda statunitense che produce munizioni per armi da fuoco, per mezzi da guerra. Produce inoltre sistemi aerospaziali (come razzi vettori).

## Storia
La ATK è stata fondata nel 1990, anno in cui si è distaccata dalla Honeywell.
Da allora è diventata il maggior fornitore di munizionamento degli Stati Uniti. Attualmente è l'unico produttore degli Space Shuttle Solid Rocket Booster, motori a razzo riutilizzabili dello Space Shuttle della NASA.
Tra i prodotti più contestati vi sono anche bombe a grappolo e proiettili all'uranio impoverito.

## Divisioni
La ATK comprende tre divisioni:
- ATK Armament Systems
- ATK Mission Systems
- ATK Space Systems

Il primo settore, quello più sviluppato, comprende numerose strutture dislocate sul territorio statunitense; tra queste vi sono Federal Premium, Cascade Cartridge, Lake City e Radford.